# Duguetia pohliana
Duguetia pohliana är en kirimojaväxtart som beskrevs av Carl Friedrich Philipp von Martius. Duguetia pohliana ingår i släktet Duguetia och familjen kirimojaväxter. Inga underarter finns listade i Catalogue of Life.